# Sucha (województwo kujawsko-pomorskie)
Sucha (niem. Suchau) – wieś w Polsce, położona w województwie kujawsko-pomorskim, w powiecie tucholskim, w gminie Lubiewo.
| SIMC    | Nazwa          | Rodzaj      |
| ------- | -------------- | ----------- |
| 0090859 | Bieniek        | część wsi   |
| 0090865 | Chrusty        | część wsi   |
| 0090871 | Pochniewo      | część wsi   |
| 0090888 | Przydatki      | część wsi   |
| 0090931 | Sielanka       | osada leśna |
| 0090894 | Sokole-Kuźnica | część wsi   |
| 0090902 | Sucha-Młyn     | część wsi   |

W latach 1975–1998 miejscowość położona była w województwie bydgoskim. Według Narodowego Spisu Powszechnego (III 2011 r.) liczyła 609 mieszkańców. Jest czwartą co do wielkości miejscowością gminy Lubiewo. W Suchej znajduje się kościół parafialny pw. św. Maksymiliana Kolbego, szkoła podstawowa z klasami I-III, poczta, jednostka ochotniczej straży pożarnej (OSP), 2 jeziora: Małe Suskie oraz Wielkie Suskie.